# Shanghaied (film 1912)
Shanghaied è un cortometraggio muto del 1912 diretto da Colin Campbell.

## Produzione
Il film fu prodotto dalla Selig Polyscope Company.

## Distribuzione
Distribuito dalla General Film Company, il film - un cortometraggio in due bobine - uscì nelle sale cinematografiche statunitensi il 15 novembre 1912. L'Ideal (Ideal Renting Company) distribuì il film nel Regno Unito il 9 febbraio 1913 con il titolo The Smouldering Spark.